# Nicolás I Dadiani
Nicolás «Niko» Dadiani (en georgiano: ნიკოლოზ "ნიკო" დადიანი; 4 de enero de 1847–23 de enero de 1903), cuyo nombre rusificado era Nikolái Davidovich Dadian-Mingrelski (en ruso: Николай Давидович Дадиан-Мингрельский), fue un príncipe georgiano y aristócrata del Imperio ruso. Fue el último príncipe del Principado de Mingrelia de 1853 a 1867. Nacido en la Casa de Dadiani, una de las casas nobles más prominentes de la nobleza georgiana, sucedió a su padre, David o Davit Dadiani, pero nunca gobernó directamente, pues la sucesión se dio en su minoría de edad, siendo por tanto regente su madre, Catalina Dadiani, nacida en la Casa de Chavchavadze, hasta 1857, año en el que debido a una revuelta campesina el principado fue puesto bajo una administración temporal rusa que acabó siendo permanente. En 1867, Niko Dadiani abdicó formalmente del trono del principado, que fue incorporado directamente al Imperio ruso.
Niko Dadiani residió principalmente en San Petersburgo, siendo un asiduo de la corte de los zares. Fue un oficial del ejército imperial ruso, distinguiéndose como héroe de guerra en la guerra de Oriente y llegando a ostentar el rango de mayor general.

## Biografía
Nicolás nació el 4 de enero de 1847 en Zugdidi, la capital de Mingrelia. Era el cuarto hijo del matrimonio entre David I y Catalina Dadiani, aunque dos de ellos, María y Levan, ya habían fallecido en la infancia, estando solamente viva su hermana mayor Nina, de seis años de edad, aunque fallecería al año siguiente.
Teniendo Nicolás seis años, su padre falleció en agosto de 1853, lo que le convirtió, como hijo mayor (pues Levan falleció antes de nacer él), en el príncipe de Mingrelia, que en aquel momento aún era un estado subordinado del Imperio ruso con cierta autonomía. Con la aprobación de la nobleza local y del zar Nicolás I, Niko fue nombrado príncipe y su madre, la princesa Catalina Dadiani, fue nombrada regente. El burócrata ruso Cornelio Borozdin fue asignado como su tutor y sus tíos Grigol y Constantino fueron nombrados parte del consejo de regencia.
La acomodada vida de la familia Dadiani en Zugdidi se vio interrumpida durante la guerra de Crimea, durante la cual, en 1854, tropas otomanas ingresaron en Mingrelia. Durante la invasión, en la que su tío materno, David Chavchavadze, alistado como Podpolkovnik en ruso: Подполковник, lit. 'teniente coronel' de caballería del 17.º Regimiento de Dragones Nizhni Nóvgorod del general georgiano Yason Chavchavadze, vio secuestrada a su mujer y dirigió campañas contra los exaltados musulmanes aliados con los otomanos. Por parte de la familia gobernante de Mingrelia, Catalina solicitó a la administración rusa el retirarse a territorio ruso por seguridad, dejando el mando directo del principado a Grigol Dadiani, que dirigió exitosamente las defensas y puso bajo protección del principado las zonas montañosas de Lechjumi, con los monasterios de Tsagueri, Racha y Svanetia. Tras la guerra, en 1856, Catalina y Niko viajaron a Moscú para asistir a la coronación del zar Alejandro II, tras lo que siguieron a la familia imperial a Tsárskoye Seló, convirtiéndose su madre en una de las «damas de la corte». En esta ocasión, Niko, alistado al nacer como corneta en el regimiento cosaco de la Guardia Leib, fue nombrado ayudante de campo del Zar y comisionado como porúchik (teniente) en el Escuadrón Caucásico de la Guardia Leib de la Escolta Personal de Su Majestad Imperial.
Con 10 años, una revuelta campesina estalló en Mingrelia, lo que obligó a regresar a su madre al principado para calmar la revuelta y oficializar la presencia de una administración temporal rusa. Tras pacificar la zona, el príncipe abjasio Mijaíl Sharvashidze, también conocido como Hamud Bey sharvashidze-chaaba invadió Mingrelia, teniendo un éxito inicial notable al negar la salida de los mingrelianos al mar y tomar varias ciudades, algunas muy cercanas a Zugdidi. La administración Dadiani consiguió finalmente repeler la invasión y capturar Sujumi, ciudad que regalaron al Imperio ruso como muestra de buena voluntad, si bien los rusos acabaron anexando toda Abjasia.

### Fin del principado
Niko permaneció en San Petersburgo, disfrutando del favor de la familia imperial incluso después de que su madre se apresurara a volver a Mingrelia debido a una revuelta campesina en mayo de 1857. La revuelta fue aprovechada por el gobierno ruso como pretexto para llamar a la princesa Catalina a San Petersburgo y colocar el principado hasta entonces autónomo bajo una administración provisional rusa.
Niko Dadiani fue enviado a París para continuar su educación. A su regreso, Niko, persuadido de aceptar un hecho consumado, renunció a su título hereditario de príncipe gobernante de Mingrelia el 4 de enero de 1867. Con esto, Mingrelia fue formalmente anexionada directamente al Imperio ruso; Dadiani conservó sus palacios en Zugdidi y Gordi como su propiedad personal. A su abdicación, Niko fue recompensado con el título de príncipe (kniaz), un millón de rublos y una comisión de mayor. Su madre, su hermano, Andria Dadiani, y su hermana, Salomé Dadiani, recibieron una pensión vitalicia. El 3 o 4 de agosto de 1874, recibió el estilo y apellido rusificado de Príncipe Dadian-Mingrelski (Dadiani de Mingrelia).

### Carrera militar
En 1875, el príncipe Dadian-Mingrelski fue transferido al Regimiento de Caballería de la Guardia Imperial donde entró en combate en el destacamento del general Iósif Gurko en Bulgaria durante la guerra de Oriente. Estuvo en los ataques a Tarnovo, Kazanlak y el paso de Shipka en 1877. Fue galardonado con la Orden de San Vladimiro de 4.ª clase con banda y una espada dorada con la inscripción «Por Coraje». Fue promovido a coronel el 30 de agosto de 1877. Tras la guerra, fue transferido a la reserva con una promoción a mayor general en agosto de 1878. Finalmente se retiró del servicio activo con el privilegio de portar el uniforme en octubre de 1878, con 31 años de edad.

### Filantropía
Con la muerte de la princesa Catalina Dadiani en 1882, Niko Dadiani heredó sus posesiones en Mingrelia, dado que sus otros dos hermanos, Andria y Salomé, residían cómodamente en París con el suelo vitalicio de la abdicación, además de otros ingresos como los torneos de ajedrez de Andria y el matrimonio de Salomé, que estaba casada con Achille Murat, hijo del príncipe Joaquín Murat. Esta herencia lo convirtió con 35 años en el terrateniente más rico del Cáucaso. Desarrolló un interés en los proyectos culturales de los intelectuales georgianos de su tiempo. En 1885, Dadiani donó la rica colección de libros de su padre, que incluía antiguos manuscritos medievales, a la Sociedad para la Difusión de la Alfabetización entre los Georgianos, promovida, entre otros, por Iliá Chavchavadze, familiar lejano de él. También financió la apertura de escuelas y hospitales para los pobres en Mingrelia y donó dinero a causas para la promoción del idioma georgiano.
En 1887, Dadiani recibió la noticia de su nominación por parte del zar Alejandro III como candidato al trono principesco de Bulgaria tras la abdicación forzosa de Alejandro de Battenberg en septiembre de 1886. El nuevo candidato ruso fue rechazado por la Gran Asamblea de Bulgaria y más tarde se elegiría al candidato germano, Fernando de Sajonia-Coburgo y Gotha en julio de 1887.
Niko Dadiani murió en San Petersburgo en 1903. Fue enterrado en el cementerio Dadiani del Monasterio de Martvili, en Georgia.

## Familia
Niko Dadiani se casó en San PEtersburgo el 14 de abril de 1874 con la condesa María Alexandrovna von Adlerberg (29 de mayo de 1849-27 de febrero de 1926), hija del conde Aleksandr von Adlerberg, ministro de la Corte Imperial y Ekaterina Adlerberg. Del matrimonio nacieron tres hijos:
- Princesa Ekaterina (27 de marzo-10 de diciembre de 1875)
- Príncipe Nikolái (30 de diciembre de 1876-marzo de 1919), caballero de la Cámara Imperial. Muerto en una prisión bolchevique improvisada en un hospital de San Petersburgo sin descendencia. Su cuerpo fue entregado a su prometida, la princesa Elena Eristavi, que le enterró en el jardín de una iglesia georgiana en Rusia.
- Princesa Salomé (1 de diciembre de 1978-3 de diciembre de 1961), Dama de compañía de la Corte Imperial rusa. Se casó con el mayor general, Aleksandr Nikoláyevich Obolenski (1872-1924) y murió como emigrante blanca en Asnières-sur-Seine, Francia.

Niko Dadiani también tuvo una hija bastarda, Menik (1880-1954), con su famliar lejana la princesa Kesaria Chikovani. Menik se casó con el príncipe Andria Davidovich Gelovani (1872-1924) con quien tuvo descendencia.